# Aeroportul Mardin
Aeroportul Mardin (IATA: MQM, ICAO: LTCR) este un aeroport din Kızıltepe, Provincia Mardin, Turcia ce deservește zona Mardin. Aeroportul a fost tranzitat în 2022 de 599.601 pasageri. A fost deschis în 1999 și numit după zona deservită.
Situat la o altitudine de 527 m, aeroportul dispune de o singură pistă. Este operat de General Directorate of State Airports (Turkey)⁠(d).